# Wybory parlamentarne w Danii w 2005 roku
Wybory parlamentarne w Danii, 2005, odbyły się 8 lutego 2005 roku. Zwycięstwo odniosła Duńska Partia Liberalna premiera Andersa Fogha Rasmussena uzyskując największą liczbę mandatów w parlamencie. Drugie miejsce zajęła Duńska Partia Socjaldemokratyczna. Koalicja partii Venstre, Partii Ludowej i Konservative Folkeparti (Duńska Konserwatywna Partia Ludowa) uzyskała łącznie 94 mandaty w 179-miejscowym parlamencie.

## Wyniki
| Partia                                 | Lider                  | Liczba Głosów | % głosów | Mandaty | +/- |
| -------------------------------------- | ---------------------- | ------------- | -------- | ------- | --- |
| Venstre (V)                            | Anders Fogh Rasmussen  | 974 657       | 29       | 52      | −4  |
| Partia Socjaldemokratyczna (A)         | Mogens Lykketoft       | 867 933       | 25,9     | 47      | −5  |
| Partia Ludowa (O)                      | Pia Kjærsgaard         | 444 205       | 13,2     | 24      | 2   |
| Konserwatywna Partia Ludowa (C)        | Bendt Bendtsen         | 345 132       | 10,3     | 18      | 2   |
| Partia Socjalliberalna (B)             | Marianne Jelved        | 307 132       | 9,2      | 17      | 8   |
| Partia Socjalistyczna (F)              | Holger K. Nielsen      | 201 162       | 6        | 11      | −1  |
| Zjednoczona Lista Czerwono-Zielona (Ø) | kilku liderów          | 111 394       | 3,4      | 6       | 2   |
| Chrześcijańscy Demokraci (K)           | Marianne Karlsmose     | 57 836        | 1,7      | 0       | −4  |
| Centro-Demokraci (D)                   | Mimi Jakobsen          | 33 635        | 1        | 0       | 0   |
| Partia Mniejszościowa (M)              | Rune Engelbreth Larsen | 8883          | 0,3      | 0       |     |

(+/-) – Różnica między wyborami w roku 2001
Frekwencja wyniosła 84,4%.
Dodatkowo 4 mandaty są obsadzone przez reprezentantów Grenlandii oraz Wysp Owczych. W nowym Folketingu kobiety stanowią 38% wszystkich deputowanych. Po wygranych wyborach, premier Anders Fogh Rasmussen zreformował swój gabinet.